# Sovico
Sovico é uma comuna italiana da região da Lombardia, província de Monza e Brianza, com cerca de 7.329 (2004) habitantes. Estende-se por uma área de 3,25 km², tendo uma densidade populacional de 2255,07 hab/km². Faz fronteira com Triuggio, Albiate, Macherio, Lissone.

## Demografia
| Variação demográfica do município entre 1861 e 2011                               |
|                                                                                   |
| Fonte: Istituto Nazionale di Statistica (ISTAT) - Elaboração gráfica da Wikipedia |